# ベルギーの世界遺産
ベルギーの世界遺産（ベルギーのせかいいさん）はユネスコの世界遺産に登録されているベルギーの文化・自然遺産の一覧。

## 文化遺産
- フランドル地方のベギン会修道院群 - （1998年）
- ラ・ルヴィエールとル・ルーにあるサントル運河の4つのリフトとその周辺 (エノー州) - （1998年）
- ブリュッセルのグラン＝プラス - （1998年）
- ベルギーとフランスの鐘楼群 - （1999年、2005年拡張）
  - 1999年の登録名は「フランドル地方とワロン地方の鐘楼群」。この時点ではベルギー単独の世界遺産だったが、2005年の拡張でフランスの鐘楼群も追加されたため、2か国にも跨る世界遺産となった。
- ブルッヘ歴史地区 - （2000年）
- 建築家ヴィクトル・オルタの主な都市邸宅群 (ブリュッセル) - （2000年）
- モンス市スピエンヌの新石器時代の火打石採掘地 - （2000年）
- トゥルネーのノートルダム大聖堂 - （2000年）
- プランタン＝モレトゥスの家屋・工房・博物館複合体 - （2005年）
- ストックレー邸 - （2009年）
- ワロン地方の主要な鉱山遺跡群 - （2012年）
- ル・コルビュジエの建築作品-近代建築運動への顕著な貢献-（ほか6か国と共有）- (2016年)
- 慈善の集団居住地群（オランダ語版）（オランダと共有）- (2021年)
- ヨーロッパの大温泉保養都市群（ほか6か国と共有）- (2021年)

## 自然遺産
- カルパティア山脈とヨーロッパ各地の古代及び原生ブナ林 - （2007年、2011年・2017年・2021年拡大、ほか17カ国と共有）